# Thismia fungiformis
Thismia fungiformis là một loài thực vật có hoa trong họ Burmanniaceae. Loài này được (Taub. ex Warm.) Maas & H.Maas miêu tả khoa học đầu tiên năm 1986.